# Nos âmes la nuit
Pour plus de détails, voir Fiche technique et Distribution.
Nos âmes la nuit (Our Souls at Night) est un film dramatique américain réalisé par Ritesh Batra, sorti en 2017. Il est tiré du roman du même nom de Kent Haruf.

## Synopsis
Addie, une veuve âgée, propose à son voisin Louis, également veuf, de passer la nuit avec elle pour faire connaissance et pour combler leur solitude. Les deux solitaires tombent amoureux...

## Fiche technique
- Titre original : Our Souls at Night
- Titre français : Nos âmes la nuit
- Réalisation : Ritesh Batra
- Scénario : Scott Neustadter, Michael H. Weber, d'après le roman Our Souls at Night de Kent Haruf
- Photographie : Stephen Goldblatt
- Montage : John F. Lyons
- Musique : Elliot Goldenthal
- Pays d'origine : États-Unis
- Langue originale : anglais
- Format : couleur
- Genre : drame
- Durée :  101 minutes
- Dates de sortie :
  -  États-Unis,  France : 29 septembre 2017 (sur Netflix)

## Distribution
- Robert Redford (VF : Patrick Béthune) : Louis Waters
- Jane Fonda (VF : Michèle Bardollet) : Addie Moore
- Matthias Schoenaerts (VF : Julien Lucas) : Gene Moore, le fils d'Addie
- Iain Armitage (VF : Simon Faliu) : Jamie Moore, le fils de Gene et petit-fils d'Addie
- Judy Greer (VF : Anne Massoteau) : Holly, la fille de Louis
- Phyllis Somerville (VF : Frédérique Cantrel) : Ruth
- Bruce Dern (VF : Georges Claisse) : Dorlan Becker

## Distinction

### Sélection
- Mostra de Venise 2017 : En sélection officielle, hors compétition